# Боровик Артем Генріхович
Артем Генріхович Боровик (13 вересня 1960, Москва — 9 березня 2000, аеропорт Шереметьєво, там же) — російський журналіст, президент видавничого холдингу «Совершенно секретно».

## Біографія
Артем Боровик народився 13 вересня 1960 року в Москві в журналістській родині. Батько — політичний оглядач, письменник і драматург Генріх Боровик (нар. 1929), мати — Галина Михайлівна Боровик (уроджена Фіногенова, 1932—2013) — за фахом вчитель історії, згодом редактор відділу культури телебачення. З 1966 по 1972 жив у Нью-Йорку, де батько працював кореспондентом Агентства друку «Новини» та «Літературної газети». Навчався в 45-й школі (школі Мільграма). Закінчив факультет міжнародної журналістики МДІМВ.
Працював журналістом у різних радянських виданнях, зокрема в газеті «Советская Россия» і в журналі «Огонёк» (1987—1991), за завданням якого кілька разів їздив у Афганістан. Автор книги «Захована війна», присвяченої війні в Афганістані. У 1988 році деякий час служив в армії США (у Форт-Беннінзі) у рамках експерименту, в ході якого радянський журналіст був направлений в американську армію, а американський — в радянську. Про свій армійський досвід написав книгу «Як я був солдатом американської армії». Разом з колегою по «Совершенно секретно» Євгеном Додолєвим вів відому свого часу передачу «Взгляд». Навіть 10 років по тому «Огонёк» позиціював ведучих як «народних героїв»:

Хто пам'ятає, скільки їх було, ведучих «Взгляду», що з'являлися в найвільнішій студії «Останкіно» по п'ятницях? Лістьєв, Любимов, Захаров, Політковський, Мукусєв. Хто ще — Ломакін, Додолєв, Боровик … Вони стали народними героями, які уособлювали зміни всередині країни, так само, як символом перебудови за кордоном був Горбачов. Тому що разом з ними, смілішаючи від п'ятниці до п'ятниці, ми вчилися говорити не кухонним шепотом, а вголос: в СРСР все-таки є секс, у капіталізму теж буває людське обличчя, рок-н-рол живий, Чорнобиль не аварія, а трагедія… Але коли ми разом пройшли майже весь демократичний буквар і навчилися голосно говорити, було вже майже все одно, хто говорить з нами зі студії «Взгляду». За що всім, хто будь-коли робив це, велике людське спасибі.

Було включено в Московську групу списку ОВР.

### Смерть
Артем Боровик загинув на 40-му році життя 9 березня 2000 року в результаті авіаційної катастрофи, при падінні літака Як-40, який здійснював рейс Москва — Київ, на борту якого перебував глава компанії «Група „Альянс“» Зія Бажаєв. Загинули всі 9 осіб, включаючи 5 членів екіпажу. Похований на Новодівочому кладовищі (10-а ділянка).

## Увічнення пам'яті
- Премія імені Артема Боровика
- Гімназія імені Артема Боровика
- Парк імені Артема Боровика

Могила Боровика на Новодівочому кладовищі Москви

- «Цілком таємно. Інформація до роздумів» серія «Пам'яті Артема Боровика» (НТВ, 2001)
- Документальний фільм «Артем» (НТВ, 2005)
- Документальний фільм Олексія Аленіна «Артем Боровик. Він дуже поспішав жити [Архівовано 13 серпня 2020 у Wayback Machine.]» (2010).